# 63 (tal)
63 (sextiotre) är det naturliga talet som följer 62 och som följs av 64.
- Hexadecimala talsystemet: 3F
- Binärt: 111111
- Delbarhet: 1, 3, 7, 9, 21, 63
- Primtalsfaktorisering: 32 · 7
- Antal delare: 6
- Summan av delarna: 104

## Inom matematiken
- 63 är ett udda tal.
- 63 är ett ikosidigontal
- 63 är ett centrerat oktaedertal
- 63 är ett Mersennetal
- 63 är ett Woodalltal
- 63 är ett Harshadtal
- 63 är ett Hexanaccital.
- 63 är ett palindromtal i det binära talsystemet.
- 63 är ett palindromtal i det kvarternära talsystemet.
- 63 är ett palindromtal i det oktala talsystemet.

## Inom vetenskapen
- Europium, atomnummer 63
- 63 Ausonia, en asteroid
- M63, spiralgalax i Jakthundarna, Messiers katalog